# Saint-Moreil
 Saint-Moreil  là một xã thuộc tỉnh Creuse trong vùng Nouvelle-Aquitaine miền trung nước Pháp. Xã này nằm ở khu vực có độ cao trung bình 430 mét trên mực nước biển.